# Who Needs Love Like That
Who Needs Love Like That – pierwszy (debiutujący) singel brytyjskiego duetu Erasure z pierwszego albumu studyjnego Wonderland

## Lista utworów
1. Who Needs Love Like That
2. Push Me Shove Me
3. Who Needs Love Like That (Legend Mix)
4. Push Me Shove Me (Extended As Far As Possible Mix)
5. Who Needs Love Like That (Instrumental Workout Mix)
6. Who Needs Love Like That (Mexican Mix)
7. Push Me Shove Me (Tacos Mix)